# Герб Мангушського району
Герб Мангушського райо́ну — офіційний символ Мангушського району Донецької області, затверджений рішенням сесії Мангушської районної ради 21 жовтня 2002 року.

## Опис
Щит напіврозтятий і розтятий зеленим, золотим і лазуровим. На першій частині золотий сніп, перевитий такою ж стрічкою. На другій частині теракотова ваза, обтяжена чорним конем. У третій частині срібна риба, супроводжувана зверху двома нитяними вищербленими срібними поясами. Щит обрамлений вінком з виноградних грон, перевитих червоною стрічкою з написом «Мангушський район».
Комп'ютерна графіка — В. М. Напиткін, К. М. Богатов.